# United We Stream
United We Stream war ein Live-Streaming-Angebot verschiedener Kulturschaffender. Es wurde als Reaktion auf die Schließung aller Veranstaltungsstätten im Zusammenhang mit der COVID-19-Pandemie ins Leben gerufen. In Zusammenarbeit mit dem Sender ARTE werden DJ- und Konzertauftritte täglich weltweit live gestreamt.

## Hintergrund und Inhalt
Da sich Zusammenkünfte in Nachtclubs als große Infektionsgefahr zur Übertragung des SARS-CoV-2 herausstellten, verkündete der Regierende Bürgermeister von Berlin Michael Müller (SPD) am 13. März, dass ab 17. März alle Clubs in der Hauptstadt geschlossen werden. Vor diesem Hintergrund startete die Clubcommission Berlin und Reclaim Club Culture in Zusammenarbeit mit ARTE Concert am 18. März eine Plattform für das Streamen von DJ- und Konzertauftritten in den leeren Veranstaltungsorten. Eine damit verbundene Spendensammlung soll notleidenden Clubs und Veranstaltern helfen, ausstehende Zahlungen wie Mieten tätigen zu können. Daneben werden acht Prozent der Einnahmen an den Stiftungsfonds Zivile Seenotrettung, der diese unmittelbar an Nichtregierungsorganisationen in Griechenland sowie zivile Seenotretter im Mittelmeer weiterleitet, zur Verfügung gestellt. Innerhalb der ersten zwei Wochen wurden bereits 300.000 Euro eingenommen. Da Musikclubs auch in anderen Städten und Ländern schließen mussten, wurde das Format auch weltweit verbreitet und umfasst auch Amsterdam, Greater Manchester, Hamburg, Leipzig, München, Nürnberg, Stuttgart, das Rhein-Main-Gebiet, den Oberrhein, Wien, Bangkok, Ho-Chi-Minh-Stadt, Madrid, Paris und Stockholm. Zudem fand seit dem 5. April 2020 auch ein Debattenformat unter den Namen United We Talk statt, in dem sich Gäste über Möglichkeiten und Folgen einer gesellschaftliche Transformation durch die globale COVID-19-Pandemie austauschten.
Mitte Juni 2020 hatte sich das Format in 65 Städten in fünfzehn Region etabliert und rund 1,4 Mio. Euro von 30.000 Unterstützern eingespielt. Allein in Berlin wurden rund 500.000 Euro von etwa 15.000 Personen erzielt.

## Tabellarische Übersicht
| Nr. | Titel | Ort          | Club                      | Künstler | Datum         | Uhrzeit      | Länge   | Quelle                  |
| --- | --- | ------------ | ------------------------- | --- | ------------- | ------------ | ------- | ----------------------- |
| 1   | Live from Watergate | Berlin       | Watergate                 | Claptone, GHEIST, Jamiie, Monika Kruse, Yulia Niko                                                                                      | 18. März 2020 | 19:00–00:00  | 302 min | [ 4 ] [ 5 ]             |
| 2   | Live from Tresor | Berlin       | Tresor                    | Delta Funktionen, Headless Horseman, Minimal Violence                                                                                   | 19. März 2020 | 19:00–00:00  | 301 min | [ 6 ] [ 7 ]             |
| 3   | Live from Kater Blau | Berlin       | Kater Blau                | Caleesi, il Civetto, Mira, The Sorry Entertainer                                                                                        | 20. März 2020 | 19:00–00:00  | 303 min | [ 8 ] [ 9 ]             |
| 4   | Live from Alte Münze – Feel Festival X Pornceptual | Berlin       | Alte Münze                | Curses, Jamaica Suk, Martin Eyerer, Pan-Pot, Shaleen, The Lady Machine                                                                  | 21. März 2020 | 19:00–00:00  | 300 min | [ 10 ] [ 11 ]           |
| 5   | Live from Griessmuehle in Exile | Berlin       | Griessmuehle              | Acierate, Ellen Allien, Inhalt der Nacht, Rebekah, Tham                                                                                 | 22. März 2020 | 19:00–00:00  | 296 min | [ 12 ] [ 13 ]           |
| 6   | Live from Ipse – Hallo Montag | Berlin       | Ipse                      | Black Loops, Cody Currie, Juba, Sally C, Sarah Farina                                                                                   | 23. März 2020 | 19:00–00:00  | 302 min | [ 14 ] [ 15 ]           |
| 7   | Live from Wilde Renate X Else | Berlin       | Wilde Renate              | Bloody Mary, ItaloJohnson, Roman Flügel, S Ruston, Terr                                                                                 | 24. März 2020 | 19:00–00:00  | 302 min | [ 16 ] [ 17 ]           |
| 8   | Live from Zur Klappe | Berlin       | Zur Klappe                | Alex.Do, Claire Morgan, Clara Cuvé, DJ Dustin, Fadi Mohem                                                                               | 25. März 2020 | 19:00–00:00  | 302 min | [ 18 ] [ 19 ]           |
| 9   | Live from Anomalie | Berlin       | Anomalie                  | Cromby, Johanna Knutson, Justine Perry, Kevin de Vries, Mathew Jonson feat. xx Isis xx                                                  | 26. März 2020 | 19:00–00:00  | 302 min | [ 20 ] [ 21 ]           |
| 10  | Live from Ritter Butzke | Berlin       | Ritter Butzke             | Bebetta, Dapayk Solo, Dirty Doering, Niconé, Sascha Braemer                                                                             | 27. März 2020 | 19:00–00:00  | 302 min | [ 22 ] [ 23 ]           |
| 11  | Live from Hör X Triangle Agency | Berlin       | Hör                       | Juliana Huxtable, Setaoc Mass, Tommy Four Seven, Ziur                                                                                   | 28. März 2020 | 19:00–00:00  | 300 min | [ 24 ] [ 25 ]           |
| 12  | Live from SchwuZ | Berlin       | SchwuZ                    | Bambi Mercury, Caramel Mafia, marsmaedchen, Mermaid Mudi, trust.the.girl                                                                | 29. März 2020 | 19:00–00:00  | 301 min | [ 26 ] [ 27 ]           |
| 13  | Live from Klunkerkranich | Berlin       | Klunkerkranich            | Afar, Baba The Knife, Daniele Di Martino, Marc DePulse, Martha van Straaten, Robin Schellenberg, Sarah Kreis                            | 30. März 2020 | 19:00–00:00  | 300 min | [ 28 ]                  |
| 14  | Live from Yaam | Berlin       | Yaam                      | Barney Millah, Bony Carmel Zoum, Dj Tausi, Freak de l’Afrique, Lion’s Den Selektor, Roots Daughters, Supersonic Sound, The Rhythm Ruler | 31. März 2020 | 19:00–00:00  | 302 min | [ 29 ] [ 30 ]           |
| 15  | Live from Rummels Bucht | Berlin       | Rummels Bucht             | Andreas Rauscher, Bonnie Ford, burnhard, Heimlich Knüller, Mehr is Mehr, Niklaus Katzorke & Tobi Dei                                    | 1. Apr. 2020  | 19:00–00:00  | 301 min | [ 31 ] [ 32 ]           |
| 16  | Live from Sisyphos | Berlin       | Sisyphos                  | Atlantik, David Silver & Juli N More, Komfortrauschen, Norman Weber, Yetti Meissner                                                     | 2. Apr. 2020  | 19:00–00:00  | 302 min | [ 33 ] [ 34 ]           |
| 17  | Live from ://about blank | Berlin       | ://about blank            | Anja Zaube, Diwa, Erik Jäähalli, Iron Curtis, Resom                                                                                     | 3. Apr. 2020  | 19:00–00:00  | 302 min | [ 35 ] [ 36 ]           |
| 18  | Live from Hamburg – Uebel & Gefährlich | Hamburg      | Uebel & Gefährlich        | Bobbie*, Helena Hauff, Lasse Kautz, L.F.T.                                                                                              | 4. Apr. 2020  | 12:00–16:00  | 245 min | [ 37 ]                  |
| 19  | Live from Wien – Das Werk | Wien         | Das Werk                  | Antonia XM, Mavi Phoenix, Rosa Anschütz, Tin Man, Wandl                                                                                 | 4. Apr. 2020  | 16:00–20:00  | 241 min | [ 38 ]                  |
| 20  | Live from Stuttgart – Fridas Pier | Stuttgart    | Fridas Pier               | Anna Reusch, Karotte, Konstantin Sibold                                                                                                 | 4. Apr. 2020  | 20:00–00:00  | 235 min | [ 39 ]                  |
| 21  | Live from Baketown – Mainly Live Music Night | Berlin       | Baketown                  | DJ Gigola, Digby, Puto Production, Noah Becker b2b Thor, Rixon, P.D.O.A., Strongboi                                                     | 5. Apr. 2020  | 19:00–00:00  | 301 min | [ 40 ] [ 41 ]           |
| 22  | Live from – Hallo Montag | Berlin       | Ipse                      | Daniel Wang, Ian Pooley, La Fleur, Soela, Tereza                                                                                        | 6. Apr. 2020  | 19:00–00:00  | 301 min | [ 42 ] [ 43 ]           |
| 23  | Live from Bavaria | Nürnberg     | Die Rakete                | Gregor Tresher | 7. Apr. 2020  | 19:00–00:00  | 300 min | [ 44 ]                  |
| 23  | Live from Bavaria | München      | Harry Klein               | Stefanie Raschke & Proximal | 7. Apr. 2020  | 19:00–00:00  | 300 min | [ 44 ]                  |
| 23  | Live from Bavaria | Nürnberg     | Haus 33                   | Angy Kore | 7. Apr. 2020  | 19:00–00:00  | 300 min | [ 44 ]                  |
| 23  | Live from Bavaria | München      | neuraum                   | Mashup-Germany | 7. Apr. 2020  | 19:00–00:00  | 300 min | [ 44 ]                  |
| 23  | Live from Bavaria | München      | Pacha                     | DJ Hell | 7. Apr. 2020  | 19:00–00:00  | 300 min | [ 44 ]                  |
| 24  | Live from Stuttgart – Schräglage | Stuttgart    | Schräglage                | Dexter, DJ Capryy, Gossip Girl, TRVE HILL                                                                                               | 8. Apr. 2020  | 15:00–19:00  | 242 min | [ 45 ]                  |
| 25  | Live from Diskothek Melancholie 2 | Berlin       | Diskothek Melancholie 2   | Antonio The News, Daniela La Luz, Dirty Daddy Don, LSDXOXO, Objekt, Onio b2b DJ Yha Yha                                                 | 8. Apr. 2020  | 19:00–00:00  | 303 min | [ 46 ] [ 47 ]           |
| 26  | Live from Suicide Club | Berlin       | Suicide Club              | Alienata, CYRK, DJ T., Electric Indigo, Tanith, Tigerskin aka Dub Taylor                                                                | 9. Apr. 2020  | 19:00–00:00  | 303 min | [ 48 ] [ 49 ]           |
| 27  | Live from Stattbad – Keinemusik | Berlin       | Stattbad                  | Adam Port, Rampa, Reznik, &Me | 10. Apr. 2020 | 19:00–00:00  | 301 min | [ 50 ] [ 51 ]           |
| 28  | Live from ://blank – Buttons x Cocktail d’Amore | Berlin       | ://about blank            | Akirahawks, Beziér, Greenvision, Jennifer Cardini, Omer                                                                                 | 11. Apr. 2020 | 19:00–00:00  | 301 min | [ 52 ] [ 53 ]           |
| 29  | Live from Burg Schnabel | Berlin       | Burg Schnabel             | André Galluzzi, Eddie C, Emika, H30H, Paul Frick, Sabina Hoffmann                                                                       | 12. Apr. 2020 | 19:00–00:00  | 303 min | [ 54 ] [ 55 ]           |
| 30  | Live from Gretchen | Berlin       | Gretchen                  | Kid Kanevil, Femdelic, Alex Barck, Juba, Survey                                                                                         | 13. Apr. 2020 | 19:00–00:00  | 304 min | [ 56 ] [ 57 ]           |
| 31  | Live from Leipzig – Mjut | Leipzig      | Mjut                      | Alto Bloom, DJ Detox, DJ Maik, Sui, Translucid                                                                                          | 14. Apr. 2020 | 19:00–00:00  | 303 min | [ 58 ]                  |
| 32  | Live from Wien – fluc | Wien         | fluc                      | Asfast, elektro guzzi, Evren da Conceição, Kœnig, Misonica                                                                              | 15. Apr. 2020 | 15:00–19:00  | 240 min | [ 59 ]                  |
| 33  | Live from Mensch Meier | Berlin       | Mensch Meier              | Kalipo, Marusha, Pilocka Krach, Pisse, Punani                                                                                           | 15. Apr. 2020 | 19:00–00:00  | 301 min | [ 60 ] [ 61 ]           |
| 34  | Live from FitzRoy Hardtrade | Berlin       | FitzRoy                   | Alada, Ketia, LINNÉA, Luca Eck, Simon Kaiser                                                                                            | 16. Apr. 2020 | 19:00–00:00  | 301 min | [ 62 ] [ 63 ]           |
| 35  | Live from Polygon | Berlin       | Polygon                   | Dole & Kom, GiZ, Kotoe, Shepherd | 17. Apr. 2020 | 19:00–00:00  | 299 min | [ 64 ] [ 65 ]           |
| 36  | Live from Stuttgart – Kowalski | Stuttgart    | Kowalski                  | Alexander Maier, Bebetta, Dominik Eulberg, Marius Lehnert                                                                               | 18. Apr. 2020 | 15:00–19:00  | 253 min | [ 66 ]                  |
| 37  | Live from Hoppetosse | Berlin       | Hoppetosse                | Janina, Maayan Nidam, Shaun Reeves, Triptease                                                                                           | 18. Apr. 2020 | 19:00–00:00  | 302 min | [ 67 ] [ 68 ]           |
| 38  | Live from Brenn. x Kake | Berlin       | Kake                      | Ady Toledano, permanentslvt, Sherø, Stella Zekri B2B Italo Rave                                                                         | 19. Apr. 2020 | 19:00–00:00  | 301 min | [ 69 ] [ 70 ]           |
| 39  | Live from Golden Pudel Club | Hamburg      | Golden Pudel Club         | Rosaceae, Andi Otto, Rvds, Pose Dia, Shari Vari, Quadratschulz                                                                          | 20. Apr. 2020 | 19:00–23:00  | 236 min | [ 71 ]                  |
| 40  | Live from The Reed Songversations | Berlin       | The Reed                  | Andrea Rosen, Cashmiri, Don Gaspár, Ebow, Eric Brown, Rola                                                                              | 21. Apr. 2020 | 19:00–00:00  | 300 min | [ 72 ] [ 73 ]           |
| 41  | Live from Transit | Chemnitz     | Transit                   | Byetone b2b Credit 00, Irakli, Magellan, Tiner                                                                                          | 22. Apr. 2020 | 15:00–19:00  | 241 min | [ 74 ]                  |
| 42  | Live from Institut für Zukunft | Leipzig      | Institut für Zukunft      | I$A, Job Jobse, Judith van Waterkant, Peter Invasion, Wilhelm                                                                           | 22. Apr. 2020 | 19:00–00:00  | 298 min | [ 75 ]                  |
| 43  | Live from Holzmarkt | Berlin       | Holzmarkt                 | Esther Silex, Marcus Meinhardt, Monolink, Sarah Wild, Sven Dohse                                                                        | 23. Apr. 2020 | 19:00–00:00  | 301 min | [ 76 ] [ 77 ]           |
| 44  | Live from Heideglühen | Berlin       | Heideglühen               | ATEQ, Eli Verveine, Sevensol, Woody | 24. Apr. 2020 | 19:00–00:00  | 299 min | [ 78 ] [ 79 ]           |
| 45  | Live from Sass Music Club | Wien         | Sass Music Club           | Annika Stein, Gerald VDH, Joyce Muniz, Patrick Pulsinger                                                                                | 25. Apr. 2020 | 15:00–19:00  | 241 min | [ 80 ]                  |
| 46  | Live from Hardwax | Berlin       | Hardwax                   | Arthur, Clara, DJ Pete, Elke, Jesse G, Mark, Mischa                                                                                     | 25. Apr. 2020 | 19:00–00:00  | 297 min | [ 81 ] [ 82 ]           |
| 47  | Live from Acud Macht Neu – Amplify Berlin | Berlin       | ACUD                      | The Allegorist Live, Diane Barbé, Ionian Death Robes, Jessika Khazrik, Khyam Allami, Maya Shenfeld, Rabih Beaini, Sasha Perera          | 26. Apr. 2020 | 19:00–00:00  | 301 min | [ 83 ] [ 84 ]           |
| 48  | Live from Bulbul We-Küyen | Berlin       | Bulbul                    | AndShe, Monkyman, Santi & Tuğçe, Ulises & MonoAbe, Yanakuna b2b Insa                                                                    | 27. Apr. 2020 | 19:00–00:00  | 303 min | [ 85 ] [ 86 ]           |
| 49  | Live from Sameheads Heads Radio | Berlin       | Sameheads                 | Alexander Arpeggio, Dane Close b2b L. Zylberberg, Kris Baha, Marlene Stark, OhLandy                                                     | 28. Apr. 2020 | 19:00–00:00  | 303 min | [ 87 ] [ 88 ]           |
| 50  | Live from Waagenbau | Hamburg      | Waagenbau                 | Daunbert, Digitalism, Sabura | 29. Apr. 2020 | 15:00–19:00  | 235 min | [ 89 ]                  |
| 51  | Live from Drugstore | Belgrad      | Drugstore                 | 33.10.3402, Aaska, Stevie Whisper, Tijana T                                                                                             | 29. Apr. 2020 | 19:00–00:00  | 303 min | [ 90 ]                  |
| 52  | Live from SO36 – Electric Ballroom | Berlin       | SO36                      | Dana, DJokerDaan, fr. JPLA, Freddy K, Wolle Haarnagel                                                                                   | 30. Apr. 2020 | 19:00–00:00  | 300 min | [ 91 ]                  |
| 53  | Live from Breidenbach, Contain’t, Distillery, Hafen 49, Loft, Stuttgart Rooftop Streams, Uebel und Gefährlich und White Noise – Global May 1st Restream Special | Heidelberg   | Breidenbach               | Move D | 1. Mai 2020   | 00:00–12:00  | 725 min | [ 92 ]                  |
| 53  | Live from Breidenbach, Contain’t, Distillery, Hafen 49, Loft, Stuttgart Rooftop Streams, Uebel und Gefährlich und White Noise – Global May 1st Restream Special | Stuttgart    | Contain’t                 | Amy.G.Dala | 1. Mai 2020   | 00:00–12:00  | 725 min | [ 92 ]                  |
| 53  | Live from Breidenbach, Contain’t, Distillery, Hafen 49, Loft, Stuttgart Rooftop Streams, Uebel und Gefährlich und White Noise – Global May 1st Restream Special | Leipzig      | Distillery                | Naitwa, Robag Wruhme | 1. Mai 2020   | 00:00–12:00  | 725 min | [ 92 ]                  |
| 53  | Live from Breidenbach, Contain’t, Distillery, Hafen 49, Loft, Stuttgart Rooftop Streams, Uebel und Gefährlich und White Noise – Global May 1st Restream Special | Mannheim     | Hafen 49                  | KITI ARSA | 1. Mai 2020   | 00:00–12:00  | 725 min | [ 92 ]                  |
| 53  | Live from Breidenbach, Contain’t, Distillery, Hafen 49, Loft, Stuttgart Rooftop Streams, Uebel und Gefährlich und White Noise – Global May 1st Restream Special | Ludwigshafen | Loft                      | Felix Kröcher | 1. Mai 2020   | 00:00–12:00  | 725 min | [ 92 ]                  |
| 53  | Live from Breidenbach, Contain’t, Distillery, Hafen 49, Loft, Stuttgart Rooftop Streams, Uebel und Gefährlich und White Noise – Global May 1st Restream Special | Stuttgart    | Stuttgart Rooftop Streams | Fejká | 1. Mai 2020   | 00:00–12:00  | 725 min | [ 92 ]                  |
| 53  | Live from Breidenbach, Contain’t, Distillery, Hafen 49, Loft, Stuttgart Rooftop Streams, Uebel und Gefährlich und White Noise – Global May 1st Restream Special | Hamburg      | Uebel & Gefährlich        | Afrob & DJ Stylewarz, Melbo, Stimming                                                                                                   | 1. Mai 2020   | 00:00–12:00  | 725 min | [ 92 ]                  |
| 53  | Live from Breidenbach, Contain’t, Distillery, Hafen 49, Loft, Stuttgart Rooftop Streams, Uebel und Gefährlich und White Noise – Global May 1st Restream Special | Stuttgart    | White Noise               | Dina | 1. Mai 2020   | 00:00–12:00  | 725 min | [ 92 ]                  |
| 54  | Live from KitKatClub | Berlin       | KitKatClub                | Ayarcana, Bloody Mary, Mar/us, OCD, Oliver Deutschmann                                                                                  | 1. Mai 2020   | 19:00–00:00  | 301 min | [ 93 ] [ 94 ]           |
| 55  | Live from Objekt klein a | Dresden      | Objekt klein a            | Anna Adams, Moritz Simon Geist, Murat Önen, Sorse                                                                                       | 2. Mai 2020   | 17:00–21:00  | 243 min | [ 95 ] [ 96 ]           |
| 56  | Live from Radion | Amsterdam    | Radion                    | Afra, DJ Bone, Pablo Diskko, Tim Zwerver                                                                                                | 2. Mai 2020   | 21:00–00:00  | 180 min | [ 97 ] [ 98 ]           |
| 57  | Live from Untertage – Herrensauna x Same Bitches | Berlin       | Untertage                 | CEM, Handmade, Manuela Mayoral, MCMLXXXV, SPFDJ, VCO                                                                                    | 3. Mai 2020   | 19:00–00:00  | 301 min | [ 99 ] [ 100 ]          |
| 58  | Live from Golden Gate | Berlin       | Golden Gate               | Camea, Katy De Jesus, Redshape, Skinnerbox, Tony y Not                                                                                  | 4. Mai 2020   | 19:00–00:00  | 303 min | [ 101 ] [ 102 ]         |
| 59  | Live from Arena Club – Grounded Theory | Berlin       | Arena Club                | Airøn Kølarøw, Blawan, Henning Baer, Nene H., Rachel Lyn                                                                                | 5. Mai 2020   | 19:00–00:00  | 301 min | [ 103 ] [ 104 ]         |
| 60  | Live from Südpol | Hamburg      | Südpol                    | Boris Dlugosch, Cointreau On Ice, Esshar, Jelou, RSS Disco                                                                              | 6. Mai 2020   | 15:00–19:00  | 243 min | [ 105 ] [ 106 ]         |
| 61  | Live from Panke – Hoe_mies & Friends | Berlin       | Panke Club                | Lucia Lu & Meg10, Moneyama, Ratchet Berlin, Salwa Houmsi, Lie Ning                                                                      | 6. Mai 2020   | 19:00–00:00  | 300 min | [ 107 ] [ 108 ]         |
| 62  | Live from Detroit | Detroit      |                           | Beige, Eddie Fowlkes, John Jammin Collins                                                                                               | 7. Mai 2020   | 19:00–00:00  | 303 min | [ 109 ] [ 110 ]         |
| 63  | Live from Kumpelnest – Live from Earth | Berlin       | Kumpelnest 3000           | 41ISSA, Bauernfeind, DJ Gigola b2b Kev Koko, Gabber Eleganza, MCR-T Live                                                                | 8. Mai 2020   | 19:00–00:00  | 300 min | [ 111 ] [ 112 ]         |
| 64  | Live from Analog Room Dubai | Dubai        | Analog Room               | Paulo Martinez, Pooja B, Shemroon, Tacit                                                                                                | 9. Mai 2020   | 15:00–19:00  | 241 min | [ 113 ] [ 114 ]         |
| 65  | Live from Distillery Leipzig | Leipzig      | Distillery                | Anna Malysz, Lydia Eisenblätter, Matthias Tanzmann, Mauro Caracho, Qnete, Vincent Neumann                                               | 9. Mai 2020   | 19:00–00:00  | 305 min | [ 115 ] [ 116 ]         |
| 66  | Live from Festsaal Kreuzberg – Higher Grounds | Berlin       | Festsaal Kreuzberg        | Booz, Cypher, Ghanaian Stallion, Kikelomo, Melis                                                                                        | 10. Mai 2020  | 19:00–00:00  | 301 min | [ 117 ] [ 118 ]         |
| 67  | Live from Astra Kulturhaus – Berlin Culture Cast | Berlin       | Astra Kulturhaus          | Ant Antic, Diskohengst aka Shacke One, Hot W-Lan B2B Pavel, Jettes, OK Tschau DJ-Team aka Visa Vie & Josi Miller                        | 11. Mai 2020  | 19:00–00:00  | 302 min | [ 119 ] [ 120 ]         |
| 68  | Live from Fiese Remise | Berlin       | Fiese Remise              | DJ TOOL b2b D.Dan, Hyperaktivist, Lucinee, minimal violence, Why Be                                                                     | 12. Mai 2020  | 19:00–00:00  | 301 min | [ 121 ] [ 122 ]         |
| 69  | Live from NRW | Münster      | Favela                    | Dennis Siemion | 13. Mai 2020  | 15:00–00:00  | 550 min | [ 123 ] [ 124 ] [ 125 ] |
| 69  | Live from NRW | Münster      | Fusion                    | Steve Stix b2b Kai Lorenzen | 13. Mai 2020  | 15:00–00:00  | 550 min | [ 123 ] [ 124 ] [ 125 ] |
| 69  | Live from NRW | Köln         | Gewölbe                   | Michael Mayer | 13. Mai 2020  | 15:00–00:00  | 550 min | [ 123 ] [ 124 ] [ 125 ] |
| 69  | Live from NRW | Essen        | Goethebunker              | Frankey | 13. Mai 2020  | 15:00–00:00  | 550 min | [ 123 ] [ 124 ] [ 125 ] |
| 69  | Live from NRW | Dortmund     | Junkyard                  | Juliet Sikora | 13. Mai 2020  | 15:00–00:00  | 550 min | [ 123 ] [ 124 ] [ 125 ] |
| 69  | Live from NRW | Aachen       | Musikbunker               | Ayako Mori, Brid & Snyder feat. SamYra                                                                                                  | 13. Mai 2020  | 15:00–00:00  | 550 min | [ 123 ] [ 124 ] [ 125 ] |
| 69  | Live from NRW | Dortmund     | Oma Doris                 | Larse | 13. Mai 2020  | 15:00–00:00  | 550 min | [ 123 ] [ 124 ] [ 125 ] |
| 69  | Live from NRW | Essen        | The Third Room            | Ahmet Sisman | 13. Mai 2020  | 15:00–00:00  | 550 min | [ 123 ] [ 124 ] [ 125 ] |
| 69  | Live from NRW | Wuppertal    | Utopiastadt               | Agnes Stark | 13. Mai 2020  | 15:00–00:00  | 550 min | [ 123 ] [ 124 ] [ 125 ] |
| 70  | Live from Baldon – Home Again | Berlin       | Baldon                    | Brame & Hamo, Cinthie, Gene On Earth, Meggy, Thabo, Thalo Santana                                                                       | 14. Mai 2020  | 19:00–00:00  | 304 min | [ 126 ] [ 127 ]         |
| 71  | Live from Fernwerk | Berlin       | Fernwerk                  | Alien Rain, Nur Jaber, Oskar., Sylvie Maziarz, UVB                                                                                      | 15. Mai 2020  | 19:00–00:00  | 304 min | [ 128 ] [ 129 ]         |
| 72  | Live from Cassette Club | Madrid       | Cassette Club             | HD Substance, Mendi, Milo, Pelacha, Sabino González                                                                                     | 16. Mai 2020  | 15:00–20:00  | 302 min | [ 130 ]                 |
| 73  | Live from Kulturbetrieb Zappa | Stuttgart    | Kulturbetrieb Zappa       | IRɅ, Johannes Brecht und Band, kriZe, Motor City Drum Ensemble                                                                          | 16. Mai 2020  | 20:00–00:00  | 243 min | [ 131 ] [ 132 ]         |
| 74  | Live from Badehaus – Get together | Berlin       | Badehaus                  | Delfonic, Joel Holmes & Cody Currie, Katerinha, Maddalena Zampitelli, Sven Weisemann, Zeitgeist Freedom Energy Exchange, Zola           | 17. Mai 2020  | 19:00–00:00  |         | [ 133 ] [ 134 ]         |
| 75  | Live from Silent Green | Berlin       | Silent Green              | Lotic, Mr. Murray, Pantha du Prince, Parra for Cuva, Ruede Hagelstein & Justin Evans, Tara Nome Doyle                                   | 18. Mai 2020  | 19:00–00:00  |         | [ 135 ] [ 136 ]         |
| 76  | Live from Jonny Knüppel | Berlin       | Jonny Knüppel             | MO ET MOI (Live), Sabrina Mue, Delia Plangg, Martin Saupe, VEB Elektrokunst, Ixindamix (Live), Turtur, Christian Kuhlmann               | 24. Mai 2020  | 19:00- 00:00 |         |                         |
|     | | Chemnitz     | Atomino                   | Lokführer Andi, DJ Ron, DJ Shusta | 20. Juni 2020 | 19:00- 00:00 |         |                         |